# Jan Colin Völker
Jan Colin Völker (* 26. Februar 1998) ist ein deutscher Badmintonspieler und dreifacher deutscher Meister im Herrendoppel.

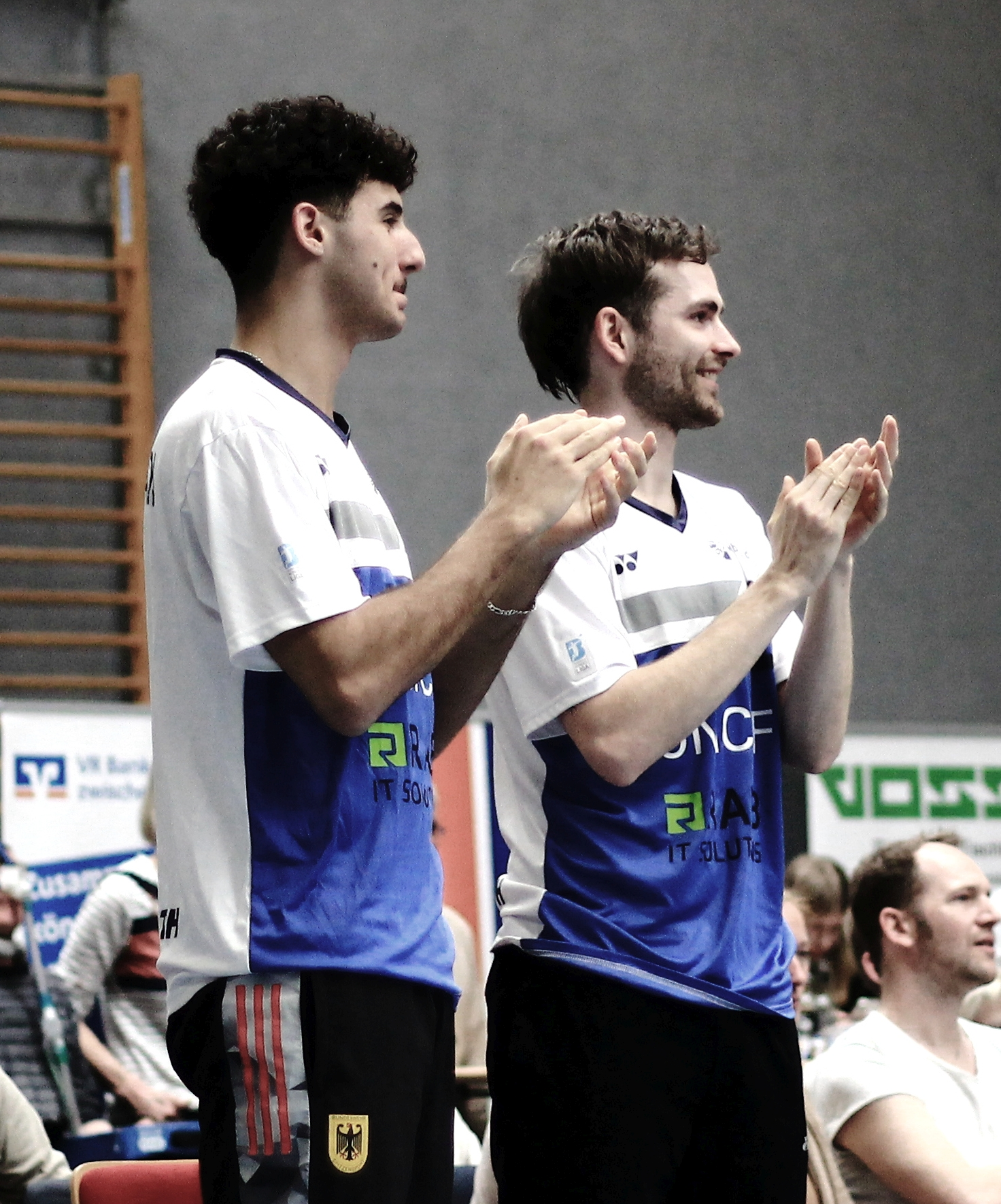
Jan Colin Völker (rechts) mit Malik Bourakkadi

## Karriere
Völker erzielte erste Erfolge auf nationaler Ebene, als er in der Saison 2013 bei den Nachwuchsmeisterschaften in der Altersklasse U15 im Herrendoppel Dritter und im Mixed Zweiter wurde. In der Altersklasse U17 konnte er in den beiden folgenden Jahren drei weitere Podiumsplatzierungen erreichen. 2015 war Völker erstmals in internationalen Juniorenturnieren erfolgreich, als er die Bulgarian Juniors und einen Monat später die Belgian Juniors im Herrendoppel mit Bjarne Geiss gewann. Im November 2015 nahm er an den Juniorenweltmeisterschaften teil. Mit seinem Verein Blau-Weiss Wittorf Neumünster siegte er bei den Deutschen Nachwuchsmannschaftsmeisterschaften 2016. Bei den Juniorenmeisterschaften konnte Völker zwei Jahre in Folge im Herrendoppel gewinnen.
2018 triumphierte Völker mit seinen Siegen bei den KaBaL International und den St. Petersburg White Nights auch erstmals bei internationalen Wettkämpfen. Die Bundesliga-Saison 2017/18 beendete er mit dem TV Refrath auf Platz drei und wurde in der folgenden Spielzeit mit der Mannschaft Zweiter. Im folgenden Jahr war Völker im Herrendoppel bei den Italian International erfolgreich, wurde in den Perspektivkader der deutschen Nationalmannschaft aufgenommen und wurde mit dem Team Vizemeister bei der Mannschaftseuropameisterschaften 2019. Im nationalen Bereich wurde Völker 2020 und 2021 deutscher Meister im Herrendoppel nachdem er in den beiden Vorjahren bereits auf dem Podium stand. An der Seite von Stine Küspert erreichte er im nächsten Jahr das Endspiel der Ukraine Open und der Portugal International. Außerdem verteidigte Völker mit Jones Ralfy Jansen den nationalen Meistertitel und wurde im Gemischten Doppel Zweiter.

## Sportliche Erfolge
| Jahr | Veranstaltung                                  | Platz | Disziplin    | Spielpartner       |
| ---- | ---------------------------------------------- | ----- | ------------ | ------------------ |
| 2015 | Bulgarian Juniors 2015                         | 1.    | Herrendoppel | Bjarne Geiss       |
| 2015 | Belgian Juniors 2015                           | 1.    | Herrendoppel | Bjarne Geiss       |
| 2016 | Deutsche Juniorenmannschaftsmeisterschaft 2016 | 1.    | Mannschaft   | BW Wittorf         |
| 2016 | Deutsche Juniorenmeisterschaft 2016            | 1.    | Herrendoppel | Bjarne Geiss       |
| 2017 | Deutsche Juniorenmeisterschaft 2017            | 1.    | Herrendoppel | Hauke Graalmann    |
| 2017 | Romanian International 2017                    | 3.    | Herrendoppel | Daniel Hess        |
| 2018 | Deutsche Meisterschaft 2018                    | 3.    | Herrendoppel | Bjarne Geiss       |
| 2018 | KaBaL International 2018                       | 1.    | Herrendoppel | Bjarne Geiss       |
| 2018 | St. Petersburg White Nights 2018               | 1.    | Herrendoppel | Bjarne Geiss       |
| 2018 | Bundesliga 2017/18                             | 3.    | Mannschaft   | TV Refrath         |
| 2019 | Deutsche Meisterschaft 2019                    | 3.    | Herrendoppel | Bjarne Geiss       |
| 2019 | Belgian International 2019                     | 2.    | Herrendoppel | Bjarne Geiss       |
| 2019 | Italian International 2019                     | 1.    | Herrendoppel | Bjarne Geiss       |
| 2019 | Bundesliga 2018/19                             | 2.    | Mannschaft   | TV Refrath         |
| 2019 | Mannschaftseuropameisterschaft 2019            | 2.    | Mannschaft   | Deutschland        |
| 2020 | Deutsche Meisterschaft 2020                    | 1.    | Herrendoppel | Bjarne Geiss       |
| 2020 | Deutsche Meisterschaft 2020                    | 3.    | Mixed        | Linda Efler        |
| 2021 | Deutsche Meisterschaft 2021                    | 1.    | Herrendoppel | Jones Ralfy Jansen |
| 2022 | Ukraine Open 2022                              | 2.    | Mixed        | Stine Küspert      |
| 2022 | Portugal International 2022                    | 2.    | Mixed        | Stine Küspert      |
| 2022 | Mexican International Challenge 2022           | 2.    | Herrendoppel | Jones Ralfy Jansen |
| 2022 | Deutsche Meisterschaft 2022                    | 1.    | Herrendoppel | Jones Ralfy Jansen |
| 2022 | Deutsche Meisterschaft 2022                    | 2.    | Mixed        | Stine Küspert      |
| 2023 | Welsh International                            | 1.    | Mixed        | Stine Küspert      |
| 2025 | Portugal International                         | 1.    | Herrendoppel | Bjarne Geiss       |
| 2025 | Yonex Bonn International 2025                  | 1.    | Mixed        | Stine Küspert      |